# Otto Planetta

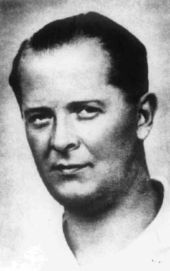
Otto Planetta

Otto Planetta (* 2. August 1899 in Wischau, Südmähren; † 31. Juli 1934 in Wien) war ein österreichischer Nationalsozialist und Attentäter im Verlauf des Juliputsches 1934.

## Biographie

### Leben bis 1934
Planetta war gelernter Handelsangestellter, katholischer Konfession.
1916 meldete er sich freiwillig zum Kriegsdienst in der k.u.k. Armee. Nach dem Zusammenbruch Österreich-Ungarns ging er zur Volkswehr, danach zur Gendarmerie sowie zum Bundesheer. Sein letzter militärischer Dienstgrad war der eines Stabswachtmeisters.
1930 trat Planetta der NSDAP bei (Mitgliedsnummer 300.772) und gründete mit Fridolin Glass und Franz Holzweber den „Deutschen Soldatenbund zur Erfassung der Nationalsozialisten im österreichischen Bundesheer“. Als Arbeitsloser war er später führend an der Aufstellung der SS-Standarte 89 (später SS-Standarte 89 „Holzweber“) beteiligt.

### Juliputsch 1934
Zur Zeit des Juliputsches war Planetta verheiratet und kinderlos. Seinen Hauptwohnsitz hatte er zum Zeitpunkt des Juliputsches in der Laxenburger Straße im 10. Wiener Gemeindebezirk Favoriten.
Zu Beginn des Juliputsches gab Planetta am 25. Juli 1934 einen der beiden tödlichen Schüsse auf den damaligen österreichischen Bundeskanzler Engelbert Dollfuß ab.
Bereits kurz nach seiner Verhaftung wurden er und sein Mittäter Franz Holzweber durch ein Militärgericht zum „Tode durch den Strang“ verurteilt und am 31. Juli im Wiener Landesgericht durch den Scharfrichter Johann Lang am Würgegalgen hingerichtet. Auf Anweisung des Gerichtes wurde Planetta als Zweiter gehängt. Die Leichen wurden nicht den Angehörigen übergeben, sondern in der Feuerhalle Simmering eingeäschert. Planettas Asche wurde später auf dem Dornbacher Friedhof (Gruppe 13, Reihe 3, Nr. 33) bestattet.

## Glorifizierung im NS-Staat
Nach dem „Anschluss Österreichs“ 1938 wurde Planetta zum „Ostmärkischen Freiheitshelden“ hochstilisiert. Es wurden zahlreiche Straßen in „Großdeutschland“ nach Planetta benannt, so die Gemmrigheimer Straße in Zuffenhausen und in Dresden die Habsburgerstraße. Der Parhamerplatz in Wien-Hernals, der heutige Maria- und Rudolf-Fischer-Hof in Wien-Favoriten, die Pfarrgasse in Baden bei Wien sowie studentische Kameradschaften wurden nach ihm benannt (etwa die Burschenschaften Bruna Sudetia Wien und Rhenania München).